# Theophanes von Byzanz
Theophanes von Byzanz (Theophanes Byzantios) war ein spätantiker Geschichtsschreiber, der im späten 6. Jahrhundert lebte. Er ist nicht zu verwechseln mit dem mittelbyzantinischen Chronisten Theophanes.
Über seine Person ist kaum etwas bekannt. Nach dem Eintrag in der Bibliotheke des Photios (cod. 64) verfasste Theophanes ein klassizistisches Geschichtswerk, das hauptsächlich den 572 unter Kaiser Justin II. ausgebrochenen Perserkrieg behandelte. Es war in altgriechischer Sprache abgefasst und schilderte in zehn Büchern die Ereignisse von 566 bis ins zehnte Kriegsjahr (581/82), ist uns aber bis auf das Fragment bei Photios nicht erhalten. Vermutlich verfasste Theophanes auch eine Fortsetzung, die Photios aber nicht eingesehen zu haben scheint.
Dem Exzerpt des Photios zufolge berichtete Theophanes unter anderem von einer Delegation der Türken (die hier erstmals in einer römischen Quelle erwähnt werden) an Justin II., die den Kaiser aufforderte, die Awaren nicht zu empfangen. Ebenso hat Theophanes von der Einführung von Seidenraupen im Oströmischen Reich berichtet, die allerdings Jahre zuvor schon Prokop geschildert hatte. Theophanes scheint daher, neben anderen nicht erhaltenen Schriften, auch ein Werk über die Regierungszeit Justinians geschrieben zu haben, das sich aber nicht gegen die konkurrierenden Darstellungen von Prokop und Agathias durchsetzen konnte. Möglich ist, dass Menander Protektor das Werk des Theophanes benutzt hat.